# 埃查拉特區
埃查拉特區（西班牙語：Distrito de Echarate），是秘魯的一個區，位於該國南部庫斯科大區的拉孔本西翁省，始建於1857年1月2日，面積19,135.5平方公里，海拔高度1,010米，2005年人口42,270，人口密度每平方公里2.2人。